# Catharine (Nova Iorque)
Catharine é uma cidade localizada no estado americano de Nova Iorque, no condado de Schuyler.